# Bárbara Grande Gil
Bárbara Grande Gil (Huelva, 1992) es una poeta española con varias publicaciones y presencia en diversas antologías.

## Biografía
Graduada en Estudios Ingleses y Filología Hispánica, siempre ha compaginado el estudio y la traducción con su labor creativa como escritora, pintora e intérprete musical.
Su obra incluye dos poemarios: Vértigo (La Isla de Siltolá, 2016) y Placebo (Renacimiento, 2022).
Sus poemas se encuentran recogidos en varias antologías: Combinados Poéticos (Niebla, 2015), Alquimia de la Sal (Amargord, 2015), Luz Nueva del Suroeste (En Huida, 2015), 39 mujeres, 39 poemas (revista Oculta Lit) o Dios en la poesía actual (Antología Adonáis, 2018). También ha colaborado como poeta con varias revistas especializadas, como Estación Poesía, Anáfora, Clarín, Alameda 39 y Aullido.